# خوسيه فيسنتي أنايا
خوسيه فيسنتي أنايا (بالإسبانية: José Vicente Anaya)‏ (1947 - 2020)، هو كاتب وشاعر ومترجم وصحفي مختص في الثقافة المكسيكية مكسيكي، نشر أكثر من ثلاثين كتابًا، وكان جزءًا من الحركة «ما دون الواقعية» Infrarealism الشعرية. وقد ترجم، نشر مؤلفات هنري ميلر ، ألين جينسبيرج ، مارغريت راندال، مارج بيرسي ، غريغوري كورسو ، أنطونين أرتو ، كارل ساندبرغ، و جيم موريسون.
ولد خوسيه فيسنتي أنايا يوم 22 يناير 1947 في مدينة فيلا كورونادو ولاية شيواوا شمال المكسيك. وفي عام 1967 ذهب إلى العاصمة مكسيكو سيتي لدراسة علم الاجتماع في كلية العلوم السياسية والاجتماعية في الجامعة الوطنية المستقلة في المكسيك، وشارك في حراك 1968 في المكسيك، ومن عام 1981 إلى 1983 قام بإدارة قسم التحرير في الجامعة المستقلة في ولاية المكسيك، كما مارس الصحافة الثقافية في الصحف «Uno Más Uno »و «El Financiero» وكان المحرر العام للقوات المسلحة في المكسيك. كان من مؤسسي جمعية كتاب المكسيك واليابان، ألقى قراءات شعرية ومحاضرات في جامعات في بلدان مختلفة، مثل إيطاليا وإسبانيا والولايات المتحدة الأمريكية وكولومبيا وكوستاريكا.
توفي في منزله يوم 1 أغسطس 2020.

## من مؤلفاته
- تُرجم شعره إلى العربية.